# Charles Guillaume Alexandre Bourgeois

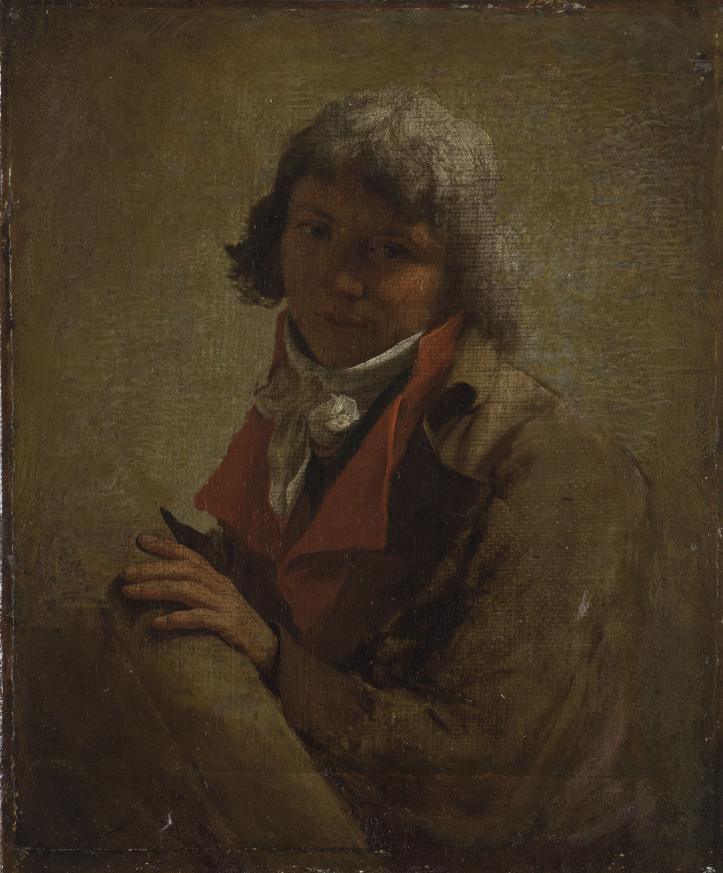

Charles Guillaume Alexandre Bourgeois (* 16. Dezember 1759 in Amiens; † 7. Mai 1832 in Paris) war ein französischer Maler und Physiker.
Als Maler ist er für seine Camaieus sehr bekannt und einige seiner Porträts hängen im Musée du Louvre.
Als Physiker forschte er auf dem Gebiet der Optik. Seine zwei Hauptarbeiten sind:
- Leçons expérimentales d’optique sur la lumière et les couleurs destinées à rétablir dans leur intégrité les faits dénaturés par Newton (1816–1817)
- Manuel d'optique expérimentale à l’usage des artistes et des physiciens (1821).

| Personendaten    | Personendaten                          |
| ---------------- | -------------------------------------- |
| NAME             | Bourgeois, Charles Guillaume Alexandre |
| KURZBESCHREIBUNG | französischer Maler und Physiker       |
| GEBURTSDATUM     | 16. Dezember 1759                      |
| GEBURTSORT       | Amiens                                 |
| STERBEDATUM      | 7. Mai 1832                            |
| STERBEORT        | Paris                                  |